# Terrence Howard
Terrence Dashon Howard (ur. 11 marca 1969 w Chicago) – amerykański aktor nominowany do Oscara za rolę w filmie Pod prąd.

## Filmografia

### aktor
- The Jacksons: An American Dream (1992) jako Jackie
- Kim jest ten facet? (Who's the Man?, 1993) jako klient
- Tall Hopes (1993) jako Chester Harris (16 lat)
- Symfonia życia (Mr. Holland's Opus, 1995) jako Louis Russ
- Martwi Prezydenci (Dead Presidents, 1995) jako kowboj
- Lotto Land (1995) jako Warren
- Historia O.J. Simpsona (The O.J. Simpson Story, 1995) jako młody A.C
- Shadow-Ops (1995) jako Rio
- Czarodziejka (Sunset Park, 1996) jako Spaceman
- Imiennicy (Johns, 1996) jako Jimmy the Warlock
- Sparks (1996-1998) jako Greg Sparks
- Dwie kule (Double Tap, 1997) jako Ulysses
- The Players Club (1998) jako K.C.
- Rodzina Flory (Mama Flora's Family, 1998) jako Lincoln
- Spark (1998) jako Byron
- Butter (1998) jako Dexter Banks
- Drużba (The Best Man, 1999) jako Quentin
- Spisek doskonały (Best Laid Plans, 1999) jako Jimmy
- Valerie Flake (1999) jako Autostopowicz
- Agent XXL (Big Momma's House, 2000) jako Lester
- Love Beat the Hell Outta Me (2000) jako Chris
- King of the World (2000) jako Cassius Clay
- Oczy anioła (Angel Eyes, 2001) jako Robby
- Bojkot (Boycott, 2001) jako Ralph Abernathy
- Investigating Sex (2001) jako Lorenz
- Życie ulicy (Street Time, 2002-2003) jako Lucius Mosley (2003)
- Wojna Harta (Hart's War, 2002) jako porucznik Lincoln Scott
- Pokonaj najszybszego (Biker Boyz, 2003) jako Chu Chu
- Love Chronicles (2003) jako T-Roy
- Miasto gniewu (Crash, 2004) jako Cameron
- Ray (2004) jako Guitar Slim
- Czterej bracia (Four Brothers, 2005) jako porucznik Green
- Pod prąd (2005) jako Djay
- Their Eyes Were Watching God (2005) jako Amos Hicks
- The Salon (2005) jako Patrick
- Get Rich or Die Tryin’: Historia 50 Centa (Get Rich or Die Tryin’, 2005) jako Bama
- Lackawanna Blues (2005) jako Bill Crosby
- Zwierzę (Animal, 2005) jako Darius Allen
- Idlewild (2006) jako Trumpy
- W pogoni za zbrodniarzem (The Hunting Party, 2007) jako Duck
- Przebudzenie (Awake, 2007) jako dr Jack Harper
- Wifey (2007) jako Ray Millions
- August Rush (2007) jako Richard Jeffries
- Ścigając marzenia (Pride, 2007) jako Jim Ellis
- Odważna (The Brave One, 2007) jako Mercer
- The Perfect Holiday (2007) jako pan Bah Humbug
- Iron Man (2008) jako Jim Rhodes
- Fighting (2008) jako Harvey Boarden
- The Crusaders (2009) jako Thurgood Marshall
- Sabotaż (2014) jako Julius „Sugar” Edmonds

### aktor gościnnie
- Street Legal (1987-1994) jako policjant (1989)
- Świat pana trenera (Coach, 1989-1997) jako Johnny Williams
- Family Matters (1989-1998) jako John (1994)
- Gdzie diabeł mówi dobranoc (Picket Fences, 1992-1996) jako Malik (1994)
- Living Single (1993-1998) jako Brendan King
- Nowojorscy gliniarze (NYPD Blue, 1993-2005) jako Lonnie
- Getting By (1993-1994) jako Herbert (1994)
- Ulice Nowego Jorku (New York Undercover, 1994-1998) jako Tajniak (1995)
- Soul Food (2000-2004) jako Benny Jones
- Gliniarze bez odznak (Fastlane, 2002-2003) jako Alton White